# Nema problema (film 2004)
Nema problema è un film del 2004, diretto da Giancarlo Bocchi.
Questo film è riconosciuto come d'interesse culturale nazionale dalla Direzione generale Cinema e audiovisivo del Ministero per i beni e le attività culturali e per il turismo italiano, in base alla delibera ministeriale del 4 febbraio 2003.

## Trama
Il giornalista italiano Lorenzi si addentra nella guerra jugoslava con l'obiettivo di intervistare il celebre comandante Jaco, ritenuto responsabile della sparizione di un convoglio di profughi. Con lui il traduttore Aldo, cui si aggiungono l'inesperto giornalista belga Maxime e Sanja, una ragazza in cerca della famiglia. Il gruppo entra nella città assediata di Vaku, dove Maxime costruisce uno scoop sulla sorte dei profughi fidandosi delle bugie di Sanja mentre Lorenzi scopre che il comandante Jaco è proprio il suo traduttore. Ma non potrà raccontarlo: viene infatti rispedito a casa.

## Riconoscimenti
- 2004 - Alexandria International Film Festival
  - Premio per la miglior regia
- 2004 - Annecy cinéma italien
  - Premio speciale della giuria
- 2004 - Mannheim Heidelberg International Film Festival
  - Menzione speciale